# Асјут (гувернорат)
Асјут је један од 27 гувернората Египта. Заузима површину од 1.553 km². Према попису становништва из 2006. у гувернорату је живело 3.441.597 становника. Главни град је Асјут.

## Становништво
| 2006.     | 2012. (процена) |
| --------- | --------------- |
| 3.441.597 | 3.888.000       |